# Jill and Freddy Dancing
Jill and Freddy Dancing è un cortometraggio sperimentale in bianco e nero del 1963 diretto da Andy Warhol. Si presume sia andato perduto.

## Distribuzione
Il corto ebbe una proiezione a New York nel 1963.